# Коле-Лунго (Асколи Пичено)
Коле-Лунго (итал. Colle-Lungo) насеље је у Италији у округу Асколи Пичено, региону Марке.
Према процени из 2011. у насељу је живело 21 становника. Насеље се налази на надморској висини од 409 м.